# Републикански път III-303
Републикански път IIІ-303 е третокласен път, част от републиканската пътна мрежа на България, преминаващ по територията на областите Плевен, Велико Търново и Габрово. Дължината му е 70,7 км.
Пътят се отклонява наляво при 48,2 км на Републикански път I-3 в югоизточната част на село Българене и се насочва на югоизток. Преминава през селата Малчика и Аспарухово и центъра на град Левски, завива на изток, пресича река Осъм и отново се насочва на югоизток. Минава през село Градище и навлиза във Великотърновска област. Преминава през село Бутово и центъра на град Павликени, пресича река Росица и през селата Михалци и Мусина преодолява западната част на Търновските височини и слиза в долината на река Янтра. Пресича реката при село Пушево, изкачва се на билото в западната част на възвишението Меловете и навлиза в Габровска област. Слиза от възвишението, минава през село Керека и на 1 км източно от село Денчевци се съединява с Републикански път III-609 при неговия 72,5 км.
При 32 км, в центъра на град Павликени наляво от него се отделя Републикански път III-3031 (29,4 км) през селата Стамболово, Русаля и Хотница и северно от село Самоводене достига до 1,8 км на Републикански път III-504.
| Пътища, отклоняващи се надясно (населено място, № на пътя, посока на пътя) | Км   | Пътища, отклоняващи се наляво (посока на пътя, № на пътя, населено място) |
| -------------------------------------------------------------------------- | ---- | ------------------------------------------------------------------------- |
| Община Левски, Област Плевен, I-3, 48,2 км, с. Българене ←                 | 0,0  | ← с. Българене, 48,2 км, I-3, Област Плевен, Община Левски                |
| с. Малчика                                                                 | 3,7  | с. Малчика                                                                |
| с. Аспарухово                                                              | 6,6  | с. Аспарухово                                                             |
| (до гр. Ловеч) III-301, 7,9 км, гр. Левски ←                               | 10,4 | ← гр. Левски, 7,9 км, III-301 (от с. Козар Белене)                        |
|                                                                            | 14,8 | → общински път (за с. Варана)                                             |
| с. Градище                                                                 | 17   | → с. Градище, общински път (за с. Варана)                                 |
| Община Павликени, Област Велико Търново                                    | 18,6 | Област Велико Търново, Община Павликени                                   |
| (за с. Върбовка) общински път, с. Бутово ←                                 | 21,5 | с. Бутово                                                                 |
|                                                                            | 22,9 | → общински път (за с. Недан)                                              |
|                                                                            | 28,9 | → общински път (за с. Недан)                                              |
| (от 80 км на I-4) III-403, 47,4 км, гр. Павликени →                        | 31,3 | гр. Павликени                                                             |
| гр. Павликени                                                              | 32,0 | → гр. Павликени, 0 км, III-3031 (до 1,8 км на III-504)                    |
| гр. Павликени                                                              | 33,0 | → гр. Павликени, 23,4 км, III-405 (до гр. Свищов)                         |
| (от 98,6 км на I-4) III-405, 22,4 км →                                     | 34,0 |                                                                           |
|                                                                            | 38,4 | → общински път (за с. Стамболово)                                         |
| с. Михалци                                                                 | 39,6 | с. Михалци                                                                |
| с. Мусина                                                                  | 47,1 | → с. Мусина, общински път (за с. Русаля)                                  |
| Община Велико Търново                                                      | 50,2 | Община Велико Търново                                                     |
| (от 155,8 км на I-3) I-4, 113,9 км →                                       | 56,3 | → 113,9 км, I-4 (до 107,3 км на I-2)                                      |
| с. Пушево                                                                  | 59,8 | → с. Пушево, общински път (за с. Шемшево)                                 |
| Община Дряново, Област Габрово                                             | 62,6 | Област Габрово, Община Дряново                                            |
| с. Керека                                                                  | 64,9 | → с. Керека, общински път (за с. Шемшево)                                 |
| (за с. Еленците) общински път ←                                            | 66   |                                                                           |
|                                                                            | 67,5 | → общински път (за с. Туркинча)                                           |
| (до с. Буря) III-609, 72,5 км ←                                            | 70,7 | ← 72,5 км, III-609 (от с. Дъбово)                                         |

Забележка
1. ↑  На протежение от 1 км (от км 33 до км 34,0) Републикански път III-303 се дублира с Републикански път III-405 (от км 23,4 до км 22,4)